# Antonie van Delft

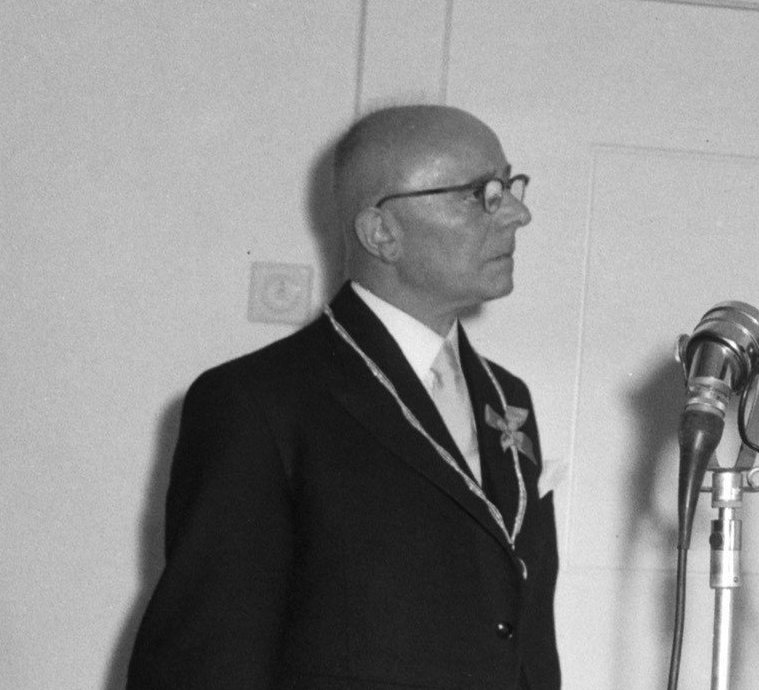
Burgemeester A. van Delft (1956)

Antonie van Delft (Heusden, 10 juni 1901 – aldaar, 19 november 1969) was een Nederlands politicus.
Hij werd geboren als zoon van Franciscus Adrianus van Delft (1861-1934; koopman) en Petronella Maria Spoor (1858-1930). Hij was 16 jaar toen hij in maart 1918 volontair werd bij de gemeente Oudheusden en Elshout en ruim vier jaar later werd hij bij de gemeente Heusden benoemd tot ambtenaar ter secretarie. In 1932 volgde daar zijn benoeming tot gemeentesecretaris; een functie die burgemeester H.J. van Eggelen tot dan ernaast deed. Eind 1941 werd burgemeester G.H.J. Steemers ontslagen waarna Van Delft diens functie waarnam tot er in 1942 een NSB-burgemeester werd benoemd. Steemers keerde terug na de bevrijding in 1944 en ging in 1945 met pensioen. Daarna was Van Delft waarnemend burgemeester van Heusden en in september 1947 werd hij daar benoemd tot burgemeester. Hij ging in juli 1966 met pensioen en drie jaar later overleed hij op 68-jarige leeftijd.